# Patrol Jin Jina
Patrol Jin Jina (ang. Jin Jin and Panda Patrol, niem. Jin Jin und die Panda-Patrouille, 1995) – amerykański serial animowany dla dzieci, opowiadający o przygodach małego misia imieniem Jin Jin. Towarzyszą mu papuga, małpka i pies dingo. Razem walczą z dwoma przestępcami, którzy chcą sprzedać misie panda.
W 2001 roku, po przejęciu przez The Walt Disney Company Fox Kids Worldwide, w tym Saban Entertainment, prawa do serialu przeszły na Disneya.

## Postacie
- Jin Jin – mała panda płci męskiej, poszukująca Pandalandu. Chce ją złapać niecny doktor Maniak.
- Benji – szympans, przyjaciel Jin Jina. Pilnuje go, by nie został porwany przez doktora Maniaka.
- Bond - Gadatliwa papuga, przyjaciel Jin Jina.
- Rudy – pies dingo. Dzięki znajomości Kung-fu i Karate, pomógł Jin Jinowi w wielu kłopotach.
- Doktor Maniak – szalony doktor, który ciągle próbuje złapać Jin Jina.
- Ponurak – człowiek próbujący złapać Jin Jina. Jest sługą doktora Maniaka.
- Skoczek – konik polny. Został stworzony przez doktora Maniaka, żeby złapał Jin Jina.

## Wersja polska
Wersja polska: Master Film

Reżyseria: Jan Warenycia

Dialogi:
- Elżbieta Łopatniukowa (odc. 1-6, 8-15),
- Joanna Klimkiewicz (odc. 7, 16, 18-26)

Dźwięk: Marcin Ejsmund

Montaż: Anna Luiza Mucha

Kierownictwo produkcji: Ala Siejko

Wystąpili:
- Agata Gawrońska – Jin Jin
- Małgorzata Puzio – Benji
- Tomasz Kozłowicz – Rudy
- Krzysztof Tyniec – Bond
- Wojciech Machnicki – Ponurak
- Dariusz Odija – Skoczek
- Andrzej Ferenc – Narrator
- Ryszard Nawrocki – Doktor Maniak
- Joanna Wizmur
- Włodzimierz Press
- Aleksandra Rojewska
- Lucyna Malec
- Janusz Bukowski
- Joanna Jędryka
- Jacek Bursztynowicz
- Adam Bauman
- Jacek Czyż
- Jerzy Rogowski
- Ilona Kuśmierska
- Stanisław Brudny
- Marek Frąckowiak
- Ryszard Olesiński
- Tomasz Krupa
- Iwona Rulewicz
- Krystyna Kozanecka
- Katarzyna Skolimowska
- Jolanta Wołłejko
- Jacek Jarosz
- Jerzy Słonka
- Cezary Kwieciński
- Aleksandra Koncewicz
- Stefan Knothe
- Krystyna Królówna
- Marek Obertyn
- Andrzej Tomecki

i inni
- Lektor: Jan Warenycia

## Odcinki
- Serial składa się z 26 22-minutowych odcinków.
- Można go było obejrzeć na kanale Jetix Play (odcinek 17. był pomijany, zamiast niego emitowany był 7.).
- Serial był wcześniej emitowany na kanale Fox Kids i TVN.
- Serial był emitowany na kanale Jetix Play od 1 listopada 2003 roku (odcinki 1-20). Kolejne odcinki Jetix Play emitował od 1 maja 2006 roku (odcinki 21-26).

## Spis odcinków
| N/o            | Polski tytuł                         | Angielski tytuł                         |
| -------------- | ------------------------------------ | --------------------------------------- |
|                |                                      |                                         |
| SERIA PIERWSZA |                                      |                                         |
|                |                                      |                                         |
| 01             | Pando-maniak!                        | Panda-Manium!                           |
|                |                                      |                                         |
| 02             | Nie ma jak przyjaciele!              | Un-Bear-Able!                           |
|                |                                      |                                         |
| 03             | Psie figle                           | Dog-Gone Fun!                           |
|                |                                      |                                         |
| 04             | Małpia zręczność                     | Funky Monkey Business!                  |
|                |                                      |                                         |
| 05             | Wszystko dobre, co się dobrze kończy | All’s Well That Ends Up In The Well!    |
|                |                                      |                                         |
| 06             | Siła złego na dwóch                  | Tomb Much To Bear!                      |
|                |                                      |                                         |
| 07             | Żadne zoo nie jest dobrym zoo        | No Zoos Is Good Zoos                    |
|                |                                      |                                         |
| 08             | Fatamorgana                          | Sand, Sand, Everwhere Sand!             |
|                |                                      |                                         |
| 09             | Nie to nie to                        | Goin’ Batty                             |
|                |                                      |                                         |
| 10             | Jaja niezgody                        | Eggs-zactly! Or An Extinct Possibility! |
|                |                                      |                                         |
| 11             | Ogon nie od parady                   | I Gotta Chameleon Of Them!              |
|                |                                      |                                         |
| 12             | Bałwany morskie                      | Accidently On Porpoise!                 |
|                |                                      |                                         |
| 13             | Złe oblicza Ewy                      | The Three Faces Of Eve-il               |
|                |                                      |                                         |
| 14             | Z deszczu pod rynnę                  | On The Horns Of The Dilemma             |
|                |                                      |                                         |
| 15             | Wszyscy na pokład                    | All Aboard For Trouble!                 |
|                |                                      |                                         |
| 16             | Na jagody                            | Here’s Hoppping!                        |
|                |                                      |                                         |
| 17             | Przyjaciel w potrzebie               | Just Hangin’ Around                     |
|                |                                      |                                         |
| 18             | Żywa maskotka                        | Stuffin’ Nonsense                       |
|                |                                      |                                         |
| 19             | Misiu, misiu, gdzie jesteś?          | Bear, Bear, Who’s Got The Bear          |
|                |                                      |                                         |
| 20             | Złap mnie jak mnie zobaczysz         | Bearly Visable!                         |
|                |                                      |                                         |
| 21             | Nie kupuje się kota w worku          | It’s In The Bag!                        |
|                |                                      |                                         |
| 22             | Były sobie miśki dwa                 | Two Bears Two Many                      |
|                |                                      |                                         |
| 23             | Pociąg pełen kłopotów                | A Trainful Of Trouble                   |
|                |                                      |                                         |
| 24             | C.K. Wąsal                           | Saved By A Whisker                      |
|                |                                      |                                         |
| 25             | W światłach Zorzy Polarnej           | We’ll Have A Whale Of A Time!           |
|                |                                      |                                         |
| 26             | Nareszcie w domu                     | Home At Last                            |
|                |                                      |                                         |